# Dasmeusa basseti
Dasmeusa basseti är en insektsart som beskrevs av Cavichioli et Bortolli-chiamolera 1999. Dasmeusa basseti ingår i släktet Dasmeusa och familjen dvärgstritar. Inga underarter finns listade i Catalogue of Life.